# Løgnen (tv-serie)
Løgnen er en dansk dramaserie fra 2025 i seks afsnit, der foregår blandt hjemmeplejere på Vestegnen. Serien bindes sammen af en krimi-rammehistorie om lederens pludselige død. Hovedpersonerne Sille og Rie spilles af henholdsvis Tessa, der hermed fik sin debut som skuespiller, og af Iben Hjejle.
Serien er instrueret af Louise Friedberg med manuskript af Karina Dam.

## Handling
Løgnen begynder med, at lederen af et kommunalt plejeteam trækkes livløs op af en pool. Krimigåden er dog kun en rammehistorie om det menneskelige drama mellem hovedpersonerne, der er SOSU-hjælpere. Sille er en ung kvinde på kontanthjælp, som egentlig har planlagt at at spille uduelig, da hun skal i aktivering i hjemmeplejen, fordi hun hellere vil bruge tiden i en beautyforretning sammen med sin mor. Problemet er imidlertid, at Sille faktisk er en dygtig plejer. Hun oplæres af den rutinerede, men nedslidte Rie (Iben Hjejle). Rie kan dårligt passe sit job længere. Hvis hun får et job som leder, kan hun imidlertid undgå at komme i et kommunal resurseforløb, og det kan hun få, hvis hendes egen chef Patrick får en stilling højere oppe i systemet. Derfor hjælper Rie Patrick med at gøre et godt indtryk, hvilket dog besværliggøres af hans misbrug af både medicin og unge kvindelige assistenter fra hans eget team. Samtidig ligger Ries svoger med uhelbredelig kræft til kærlig pleje hjemme hos Rie og hendes mand.

## Medvirkende
- Tessa - Sille
- Iben Hjejle - Rie
- Lars Ranthe - Niels
- Zaki Nobel - Patrick
- Helle Dolleris - Kirsten
- Stephanie León - Silles mor Anette
- Claus Riis Østergaard - Morten
- Arian Kashef - Lucas
- Yasmin Mahmoud - Khalida
- Lane Lind - Inger
- Kurt Dreyer - Frank

## Episoder
1. Hende den nye (sendt 4. maj 2025)
2. For familiens skyld (sendt 11. maj 2025)
3. Tillid kommer med en pris (sendt 18. maj 2025)
4. Første gang lader vi ham gå (sendt 25. maj 2025)
5. Vi kom for at få en undskyldning (sendt 1. juni 2025)
6. Jeg siger ikke noget! (sendt 8. juni 2025)

## Modtagelse
Filmmagasinet Ekko gav tv-serien fire stjerner og skrev, at Tessa slap godt fra sin skuespillerdebut, og at dramaet i det sjældent belyste miljø af hjemmeplejere var lavmælt, men intenst. Anmeldelsen skrev også, at serien bød på mange fine, menneskelige øjeblikke undervejs og fik  bundet sit plot sammen med en bittersød slutning. Også B.T. tildelte fire stjerner, roste især de to hovedpersoners samspil og mente, at det var et frisk pust, at historien udspilledes i et andet miljø end det hav af politi- og lægeserier, som findes. I Information kaldte anmelderen serien for kulørt og virkelig vellykket og fremhævede også spillet mellem de to skrappe, men elskelige kvindelige hovedpersoner.